# Теракт в Сиднее (1982)
Атака на израильское консульство и клуб «Хакоах» в Сиднее произошла 23 декабря 1982 года. Два взрыва произошли в один и тот же день с разницей в 5 часов. Первоначальное расследование привело к аресту одного человека, хотя обвинения потом были с него сняты. В 2011 году полиция штата NSW и австралийская федеральная полиция снова открыли дело со ссылкой на новые улики.

## События
23 декабря 1982 года примерно в 14:00 часов, сдетонировало взрывное устройство около двери пожарного выхода у Генерального консульства Израиля в Сиднее по адресу Уильям-стрит д.80, Сидней. Силой взрыва были ранены двое человек, а также причинён значительный ущерб зданию консульства. Примерно в 18:45 в тот же день второе взрывное устройство взорвалось в машине, припаркованной рядом с клубом «Хакоах» по адресу 61-67 Hall Street, Bondi, NSW. Бомба не взорвалась должным образом и в результате никто не пострадал, однако три автомобиля получили серьезные повреждения, включая и тот, в котором была заложена бомба. В клубе «Хакоах» в то время находилось большое количество людей.

## Расследование
Первоначальное полицейское расследование привело к аресту 31-летнего мужчины, который был обвинен в связях со взрывом в клубе «Хакоах». Была начата досудебная проверка, однако, позже обвинения были отвергнуты генеральным прокурором штата.

### Дополнительное расследование
В 2011 году дело о двух взрывах было вновь открыто после того, как полиции стали известны новые обстоятельства дела. Дело было передано Объединенной группе по борьбе с терроризмом — Joint Counter Terrorism Team (JCTT) — в Сиднее под названием Операция Терпение («Operation Forbearance)». Полиция заявила, что он «убеждены, что в обществе все ещё есть люди, которые знают ответственных за взрывы.»